# بيت عينون
بيت عينون هي قرية فلسطينية تقع إلى الشمال من مدينة الخليل جنوب الضفة الغربية ، وهي تابعة لمحافظة الخليل
يوجد بتلك المنطقة كنيسه رومانيه وبها عين ماء تصب من اعالي الجبال وتشتهر بزراعه العنب ويسكن تلك المنطقة عدد من عشائر الخليل اشهرها:الفروخ-الجردات-الجنيدي-الجعبري-وعيدة-الطروة-الهذالين-المطور). تقسم القرية إلى قسمان قسم قبل الشارع الالتفافي الإسرائيلي رقم 60 يتبع مدينة الخليل تسكنه عائلة الهذالين وعيدة وزلوم والنتشة وغانم، وقسم بعد الشارع الالتفافي يتبع قرية سعير وفيها العين يسكنه آل الجنيدي وجرادات والفروخ والمطور والطروة.
تنبع أهمية بيت عينون من ورودها في عطية الرسول الكريم لتميم الداري، فيما أعطاه من مدينة الخليل. وحاليا يتعرض الوادي (القسم التابع للمدينة) لضغوطات من الاحتلال الإسرائيلي لضمها للمستوطنات الإسرائيلية . وتشتهر بيت عينون بالتين والعنب وكذلك بوفرة ينابيع الماء فيها.وتقع بها منطقة جرجيس نسبة إلى الملك جرجس الذي عاش ومات فيها وتتبع غالبيتها املاكها إلى ال مطور والذين رابطو فيها أكثر عقود السنين ويوجد هناك عين الحاجة حلوه وتتسم بمياها الدافقه والمغذي الرئيسي لمنطقة جرجيس.

## عطية الرسول الكريم لتميم الداري
قرية حبرى (الخليل) وقرية بيت عينون تعود ملكيتها للصحابي الجليل تميم بن أوس الداري رضي الله عنه، فقد وهبها له النبي صلى الله عليه وسلم، فقد روى ابن زنجويه في كتابه الأموال [ج1/ص614/برقم:1016]، أن تميم بن أوس الداري رضي الله عنه، قام فقال:
يَا رَسُولَ اللَّهِ، إِنَّ لِي جِيرَةً مِنَ الرُّومِ بِفِلَسْطِينَ لَهُمْ قَرْيَةٌ يُقَالُ لَهَا حَبْرَى وَأُخْرَى يُقَالُ لَهَا بَيْتُ عَيْنُونَ، فَإِنِ اللَّهُ فَتْحَ عَلَيْكَ الشَّامَ فَهَبْهُمَا لِي، فَقَالَ: «هُمَا لَكَ» قَالَ: فَاكْتُبْ لِي بِذَلِكَ كِتَابًا، فَكَتَبَ: «بِسْمِ اللَّهِ الرَّحْمَنِ الرَّحِيمِ هَذَا كِتَابٌ مِنْ مُحَمَّدٍ رَسُولِ اللَّهِ، لِتَمِيمِ بْنِ أَوْسٍ الدَّارِيِّ , أَنَّ لَهُ قَرْيَةَ حَبْرَى وَبَيْتَ عَيْنُونَ، قَرْيَتَهَا كُلَّهَا سَهْلَهَا وَجَبَلَهَا وَمَاءَهَا وَحَرْثَهَا وَأَنْبَاطَهَا وَبَقَرَهَا، وَلِعَقِبِهِ مِنْ بَعْدِهِ، لَا يُحَاقَّهُ فِيهَا أَحَدٌ، وَلَا يَلِجْهُ عَلَيْهِمْ أَحَدٌ بِظُلْمٍ فَمَنْ ظَلَمَهُمْ أَوْ أَخَذَ مِنْ أَحَدٍ مِنْهُمْ شَيْئًا، فَعَلَيْهِ لَعْنَةُ اللَّهِ وَالْمَلَائِكَةِ وَالنَّاسِ أَجْمَعِينَ» وَكَتَبَ عَلَيٌّ فَلَمَّا وُلِّيَ أَبُو بَكْرٍ , كَتَبَ لَهُمْ كِتَابًا نَسَخْتُهُ: هَذَا كِتَابٌ مِنْ أَبِي بَكْرٍ أَمِينِ رَسُولِ اللَّهِ صَلَّى اللهُ عَلَيْهِ وَسَلَّمَ الَّذِي اسْتُخْلِفَ فِي الْأَرْضِ بَعْدَهُ، كَتَبَ لِلدَّارِيِّينَ أَنْ لَا يُفْسَدَ عَلَيْهِمْ مَأْثَرَتُهُمْ قَرْيَةُ حِبْرَا وَبَيْتُ عَيْنُونَ , فَمَنْ كَانَ يَسْمَعُ وَيُطِيعُ فَلَا يُفْسِدْ مِنْهَا شَيْئًا وَلِيَقُمْ عَمْرُو بْنُ الْعَاصِ عَلَيْهِمَا، فَلْيَمْنَعْهُمَا مِنَ الْمُفْسِدِينَ.
وبهذا يتضح جيداً أن الكيان الصهيوني، اغتصب أرضاً عربيةً إسلاميةً أصيلةً، وهي دولة فلسطين فك الله أسرها، وليس لليهود فيها حقٌ البتة، لا قليل ولا كثير، لا من قريب ولا من بعيد.

## تاريخ

### الفترة البيزنطية
أصبح الموقع مأهولاً بالسكان خلال الحكم البيزنطي لفلسطين وتم العثور على خزف من تلك الفترة. وتم بناء ثلاث كنائس بالقرب من وسط المدينة في وقت ما بين القرنين الخامس والسادس. كما يشير بناء الجدار إلى إعادة بناء الكنيسة في الفترة الصليبية. حيث كشفت التنقيبات عن أرضية فسيفسائية في القاعة الرئيسية للكنيسة من العصر البيزنطي. وهو جزء من مبنى معقد تم العثور فيه على أماكن للمعيشة وغرف للتخزين بالإضافة إلى خزانات للمياه. كما تشمل البقايا الأخرى من هذه الفترة الزمنية صهاريج مياه ومعصرتين للنبيذ والعديد من المقابر.

### الفترة الإسلامية المبكرة
لقد تم ذكر بيت عينون في الوقف الذي أهداه النبي الإسلامي محمد لتميم الداري، وهو من الصحابة. كما يوجد في القرية العديد من المباني الحجرية التي بناها المسلمون. وبحسب المقدسي اشتهرت بيت عينون في الشرق الأوسط خلال العصر العباسي بإنتاج الزبيب عالي الجودة الذي سمي "عينوني" على اسم القرية (بيت عينون).